# Potentilla tschimganica
Potentilla tschimganica är en rosväxtart som beskrevs av J. Soják. Potentilla tschimganica ingår i Fingerörtssläktet som ingår i familjen rosväxter. Inga underarter finns listade i Catalogue of Life.